# Verkehrswirtschaft (Wirtschaftszweig)
Die Verkehrswirtschaft ist ein zum Dienstleistungssektor gehörender Wirtschaftszweig innerhalb einer Volkswirtschaft, der Unternehmen umfasst (Verkehrsunternehmen), deren Betriebszweck überwiegend oder vollständig auf den Transport von Personen (Personentransport), Tieren (Tiertransport), Gütern (Gütertransport) oder Nachrichten (Nachrichtenübertragung) ausgerichtet ist.
Die Verkehrswirtschaft umfasst „alle Vorgänge und Einrichtungen, die der räumlichen Übertragung von Personen, Sachgütern und Nachrichten dienen“. Der Transport wird durch Transportmittel vorgenommen, die eine Ortsveränderung des Transportgutes zum Ziel haben. Personen, Tiere, Güter oder Nachrichten werden meist nicht dort gebraucht oder verbraucht, wo sie sich ursprünglich befinden oder entstanden sind. Bei Pendlern beispielsweise muss ein Transport vom Wohnort zum Arbeitsort und umgekehrt vorgenommen werden (Arbeitsmobilität), bei Gütern vom Produktionsort oder Warenlager zum Handel und von dort zum Verbraucher (Faktormobilität). Dieser Güterstrom kommt erst durch den Verkehr in Gang und umfasst die Ortsveränderung von Personen, Gütern und Nachrichten zum Zwecke der arbeitsteiligen Güterversorgung im Austausch zwischen den verschiedenen Produktions- und Verbrauchsstätten.

## Wirtschaftsstatistik
In der Wirtschaftsstatistik werden Verkehrsträger (ÖPNV, Eisenbahn, Binnen- und Seeschifffahrt, Kraftverkehr, Flugverkehr, Nachrichtenverkehr und Rohrleitungstransport) sowie Verkehrsnebengewerbe (insbesondere Lagerhaltung, Reisebüros, Speditionen, Verkehrsvermittlung) zur Verkehrswirtschaft aggregiert, sofern sie nach dem Schwerpunktprinzip überwiegend den erforderlichen Betriebszweck erfüllen.

## Arten
Es gibt folgende Verkehrsunternehmen, die sich hauptsächlich durch die eingesetzten Transportmittel unterscheiden:
| Verkehrsunternehmen          | Transportmittel                            | Verkehrsdienstleistung                        | Nahverkehr                 | Fernverkehr                          |
| ---------------------------- | ------------------------------------------ | --------------------------------------------- | -------------------------- | ------------------------------------ |
| Eisenbahnverkehrsunternehmen | Güterzug, Personenzug                      | Schienengüterverkehr, Schienenpersonenverkehr | Schienenpersonennahverkehr | Schienenpersonenfernverkehr          |
| Luftverkehrsunternehmen      | Flugzeug, Hubschrauber, Luftschiff         | Luftfrachtverkehr, Passagierluftfahrt         | Kurzstreckenflug           | Mittelstrecken- und Langstreckenflug |
| Reederei                     | Schiff, Fähre                              | Personenschifffahrt, Frachtschifffahrt        | Binnenschifffahrt          | Seeschifffahrt                       |
| Autovermietung               | Personenkraftwagen, Kleintransporter, Taxi | Personenverkehr, Güterverkehr                 | Nahverkehr                 | Fernverkehr                          |
| Spedition                    | Lastkraftwagen                             | Gütertransport                                | Güternahverkehr            | Güterfernverkehr                     |
| Verkehrsbetrieb              | Omnibus, Straßenbahn                       | Personenbeförderung, Gepäckabfertigung        | ÖPNV                       | Ortsverkehr, Regionalverkehr         |

Den Verkehrsunternehmen stehen in sich geschlossene Verkehrsnetze zur Verfügung. Eisenbahnverkehrsunternehmen nutzen das Schienennetz, Luftverkehrsunternehmen das Luftstraßennetz, Reedereien das Wasserstraßennetz, Speditionen und Verkehrsbetriebe das Straßennetz. Der Übergang in ein anderes Verkehrsnetz erfolgt durch Bahnhöfe, Flughäfen, Häfen und Haltestellen als Umschlagplatz.

## Wirtschaftliche Aspekte
Kunden der Verkehrsunternehmen sind andere Wirtschaftssubjekte wie Privathaushalte und die Produktionswirtschaft als Nachfrager auf dem Verkehrsmarkt. Der Güterstrom in einem Staat muss durch Logistik (Distributionslogistik) optimiert werden, damit die richtigen Güter zur richtigen Zeit am richtigen Ort sein können. In dem Maße, wie die verschiedenen Transportmittel die Kriterien der Sicherheit (unter anderem Verkehrssicherheit, Pünktlichkeit), Leistungsfähigkeit (Betriebsgröße, Anzahl Sitzplätze, Laderaum) und Wirtschaftlichkeit (Transportkosten) erfüllen, können sie bestimmte Verkehrsaufgaben wahrnehmen.
Volkswirtschaftliche Kennzahl für die Verkehrswirtschaft ist die Verkehrsleistung, die in Personenkilometer (Personenverkehr) oder Tonnenkilometer (Güterverkehr) gemessen wird.